# Lula Ali Ismail
Lula Ali Ismail (sinh năm 1978) là một đạo diễn và nhà biên kịch đến từ Djibouti sống và làm việc tại Canada. Cô là người phụ nữ đầu tiên từ đất nước của mình sản xuất một bộ phim. Cô được gọi "đệ nhất phu nhân của điện ảnh Djibouti." vì những đóng góp của cô cho nền điện ảnh Djibouti.

## Tiểu sử
Ali Ismail được sinh ra ở Djibouti vào năm 1978 trong một gia đình người Issa, và vào năm 1992 định cư tại Montreal, Canada, cùng với làn sóng người nhập cư rời khỏi đất nước châu Phi nghèo khó và bất ổn về chính trị. Cô là con út trong số tám đứa trẻ, cô học tự động hóa văn phòng, nhưng đã có hứng thú với thế giới diễn xuất và điện ảnh, và bắt đầu tham gia các khóa học về chủ đề này. Lúc đầu, cô đóng vai phụ trong một số phim truyền hình ở Quebec, nhưng thấy hứng thú hơn với việc làm phim.

## Tác phẩm
Năm 2012, Ali Ismail đã tạo ra vở opera prima của cô, một bộ phim ngắn (27 phút) được gọi là "Laan" (Người bạn),. Ali Ismail đóng một trong những vai chính đó. Bộ phim mô tả cuộc sống hàng ngày ở đất nước của cô, đó là câu chuyện về Souad, Oubah và Ayane, ba phụ nữ trẻ ở Djibouti, những người sinh sống ở Qat và đang tìm kiếm tình yêu. Đây là bộ phim đầu tiên của một đạo diễn nữ đến từ Djibouti. Kinh phí của bộ phim được huy động chủ yếu bởi sự giúp đỡ của gia đình và bạn bè của Ali. Khi đến Djibouti, cô đã liên lạc với Bộ Văn hóa để được hỗ trợ, nhưng chính phủ không có ngân sách cho các dự án đó. Tuy nhiên, cô đã tiếp tục với dự án. Cô đã đặt nền tảng của ngành công nghiệp điện ảnh trong nước. Bộ phim đã được trình chiếu tại các liên hoan khác nhau ở Châu Phi, Châu Âu và Bắc Mỹ, và đã được các nhà phê bình đón nhận.
Vào năm 2014, Ali Ismail đã quay bộ phim đầy đủ đầu tiên của cô, "Dhalinyaro" (Tuổi trẻ). Bộ phim theo chân ba phụ nữ trẻ từ các nền kinh tế xã hội khác nhau. Bộ phim được hỗ trợ bởi Tổ chức internationale de la Francophonie, và được đồng sản xuất ở Canada, Somalia, Pháp và Djibouti. Bộ phim được công chiếu vào năm 2017 tại Djibouti, và có sự tham gia của các bộ trưởng Bộ Giáo dục, Truyền thông và Văn hóa.

## Phim
- Laan (2012)
- Dhalinyaro (2014)

## Liên kết mở rộng
Lula Ali Ismail trên IMDb 